# Teenage Mutant Ninja Turtles: Turtles in Time
Teenage Mutant Ninja Turtles: Turtles in Time, pubblicato come Teenage Mutant Hero Turtles: Turtles in Time in Europa, è un videogioco arcade prodotto dalla Konami. Si tratta di un picchiaduro a scorrimento, sequel di Teenage Mutant Ninja Turtles (TMNT) basato principalmente sulla serie d'animazione Tartarughe Ninja alla riscossa. In seguito Turtles in Time è stato convertito per Super Nintendo nel 1992. Quello stesso anno, fu pubblicato un videogioco per Sega Mega Drive/Genesis intitolato Teenage Mutant Ninja Turtles: The Hyperstone Heist che condivideva molti elementi con questo titolo.
Anni dopo, la versione arcade di Turtles in Time è stata rivisitate per essere pubblicata sulle console di nuova generazione. Una versione sensibilmente modificata è stata infatti inclusa come bonus sbloccabile nel videogioco del 2005 Teenage Mutant Ninja Turtles 3: Mutant Nightmare. Nell'agosto 2009, la Ubisoft ha pubblicato un remake in 3D del gioco, Teenage Mutant Ninja Turtles: Turtles in Time Re-Shelled per Xbox Live Arcade ed a settembre per PlayStation Network.